# Locomotiva FFS Fb 3/5
Le  locomotive Fb 3/5, 364 e 365, delle Ferrovie Federali Svizzere sono state delle locomotive elettriche, alimentate a corrente alternata trifase a frequenza ferroviaria, utilizzate tra il 1906 e il 1930 sulla linea del Sempione.
Sono state le prime locomotive elettriche trifasi dotate di due velocità di regime.

## Storia
Le due locomotive erano state ordinate alla casa svizzera, Brown, Boveri & Cie, dalla Società per le Strade Ferrate Meridionali, per l'esercizio sulle linee valtellinesi appartenenti alla Rete Adriatica, in seguito al buon risultato delle precedenti tre unità del gruppo 360. Tuttavia la Brown Boveri, trovandosi in difficoltà a consegnare in tempo il materiale di trazione per la nuova linea in galleria del Sempione, chiese alle Ferrovie dello Stato italiane, subentrate nel 1905, di rinunciare alle due unità, e il noleggio temporaneo delle tre E.360 in cambio del pagamento di un canone giornaliero. La prima uscita della 365 avvenne il 29 aprile 1906, ma il 1º giugno, giorno dell'inaugurazione del primo servizio ufficiale la macchina ebbe un guasto ai pantografi. L'esercizio operativo delle due unità ebbe inizio dal 18 luglio 1906.

## Costruzione

### Parte elettrica
| Velocità nominale (km/h) | Potenza oraria (kW) | Forza di trazione (kN) |
| ------------------------ | ------------------- | ---------------------- |
| 35                       |                     |                        |
| 70                       |                     |                        |

## Conservazione museale
Nessuna unità è stata conservata.